# 厚皮四门孔虫
厚皮四门孔虫（学名：Tetrapyle pachyderma）为门孔虫科四门孔虫属的动物。在中国，分布于南海等海域。